# Lida Moserová
Lida Moserová (nepřechýleně Moser; 17. srpna 1920 New York – 12. srpna 2014 Washington, D.C.) byla americká fotografka a spisovatelka aktivní více než šest desetiletí. Byla známá jako fotožurnalistka, autorka pouličních fotografií, jako členka uměleckého sdružení Photo League i New York School. Její portfolio zahrnuje černobílou komerční, portrétní a dokumentární fotografii, její práce má dopad i po její smrti.
Photo League byla v poválečných letech centrum americké dokumentární fotografie, mezi jeho členy bylo mnoho z nejvýznamnějších fotografů 20. století. Na retrospektivní výstavě ve Fraser Gallery ve Washingtonu DC byla popisována jako průkopnice v oblasti fotožurnalistiky. Byla také popisována, k její mrzutosti, jako „babička americké fotožurnalistiky“.

## Kariéra
Moserová se narodila v roce 1920 v New Yorku. Její kariéra začala v roce 1947 jako asistentka v ateliéru Berenice Abbottové. V roce 1949 získala první pověření od magazínu Vogue a cestovala po Kanadě. Mezi další časopisy uvádějící její práci patřily Harper's Bazaar, Look a Esquire. Vytvořila řadu vlastních knih a jako spoluautorka několik knih o fotografické technice. Články a sloupečky se objevily mimo jiné v New York Times, New York Sunday Times, Amphoto Guide to Special Effects, Fun in Photography, Career Photography, Women See Men, Women of Vision a This was the Photo League.
Série jejích článků o fotografii „Camera View“ pro The New York Times se objevila mezi lety 1974 a 1981. Její fotografie se prodávaly až za 4 000 amerických dolarů na burze Christie's a dalších aukcích a nadále je shromažďuje a vystavuje více než 40 galerií a muzeí po celém světě. Autorčin vztah k francouzskému fotografovi Eugène Atgetovi lze vidět na jejích fotografiích z Edinburghu, stejně tak jako vliv amerického fotografa Walkera Evanse.
Moserová zemřela 12. srpna 2014, pět dní před svými 94. narozeninami.
Dokument o jejích kanadských cestách a fotografiích napsal a režíroval Joyce Borenstein a vyšel v roce 2017 pod názvem Lida Moser Photographer: Odyssey in Black and White.

## Stálé sbírky
Díla Moserové jsou ve stálých sbírkách:
- Muzeum moderního umění, New York.[11]
- Portrét Moserové, malířka Alice Neel, je ve stálé sbírce Metropolitní muzeum umění v New Yorku.[12]
- Galerie Corcoran, sbírka Phillips
- Bibliothèque et Archives nationales du Québec
- Kongresová knihovna, Washington, DC
- Národní archiv Kanady, Ottawa, Kanada
- Národní galerie Skotska.[9]
- Národní galerie portrétů, Londýn.[13]
- Národní galerie portrétů, Washington, DC
- Historická společnost v New Yorku, New York.[14]
- Smithsonian Institution, Washington, DC.[15]

## Významná díla
- 1949 „Queen's Parade, Edinburgh, Scotland“[16]
- 1949 „John Boyd Orr, Baron Boyd Orr“[17]
- 1949 „Douglas Young“[18]
- 1949 „Stanley Cursiter“[19]
- 1949 „Dovecot Studios, Edinburgh Tapestry Company“[20]
- 1950 „Farm Girls, Valley of the Matapedia, Quebec“[16]
- 1950 „Two students of Quebec City's Ecole Moderne pose with sculptures“[21]
- 1961 „Judy and the Boys“[22]
- 1965 „Office Bldg. Lobby, New York“[16]
- 1968 „Cops, Times Square, New York“[16]
- 1971 „Construction of the Exxon Building, New York'[9][16]

## Knihy
- Earthman, Come Home (1966)
- A Life For the Stars (Cities in Flight, 2) (Avon SF, G1280) (1968)
- Construction of the Exxon Building, New York (1971)
- Fun in Photography Amphoto U.S.(1974) ISBN 978-0-8174-056-49
- Amphoto Guide to Special Effects Watson-Guptill Pubns(1980) ISBN 978-0-8174-352-40
- 'Photography Contests: How to Enter, How to Win Amphoto U.S.(1981)ISBN 978-0-8174-244-59
- Grants in Photography: How to Get Them (1979)ISBN 978-0-8174-244-59
- Quebec a l'ete 1950 Libre Expression (French Edition) (1982) ISBN 978-2-8911-111-02
- Career Photography: How to Be a Success As a Professional Photographer Prentice Hall Trade (1983)ISBN 978-0-13115-11-30 [23]

## V populární kultuře
Kniha Moserové z roku 1971 „ Stavba budovy Exxon v New Yorku“ obsahuje fotografii mužů, kteří myjí okna, která byla použita v stavebních blocích Lego v zábavním parku Legoland Florida.
Kancelářská budova Lobby, New York, ve které divoká pře-expozice Moserové redukovala postavy mužů na téměř přilepené postavy, což předznamenalo vizuální zkreslení 2001: A Space Odyssey.